# 원천역
원천역(遠川驛)은 현재의 수원시 영통구 원천동에 위치했던 수려선의 역이다. 현재의 수원남부경찰서 부근에 있었다.

## 역사
- 1930년 12월 1일 : 수원-이천 간 개통과 함께 영업 개시 (보통역)[1]
- 1969년 4월 10일 : 무배치간이역으로 격하[2]
- 1972년 4월 1일 : 수려선 폐선과 함께 폐지[3]